# چریمویا
چریمویا (Annona cherimola) میوه‌ای است که پیش از کشف قارهٔ آمریکا تنها مردم اینکا از آن استفاده می‌کردند. چریمویا یک میوهٔ خوراکی و گونه‌ای از آنونا از خانواده آنوناسه است که به طور کلی تصور می‌شود بومی اکوادور، کلمبیا، پرو و بولیوی است که پس از آن به نواحی آند و آمریکای مرکزی منتقل شده‌است. امروز چریمویا در مناطق گرمسیری سراسر جهان کشت می‌شود.
مارک توین این میوه را به عنوان «یکی از خوشمزه‌ترین میوه‌های شناخته شده برای مردم» توصیف می‌کند. بافت خامه‌ای گوشتهٔ میوه موجب شد در زبان انگلیسی به آن نام کاستارد اپل بدهند.

## نگارخانه

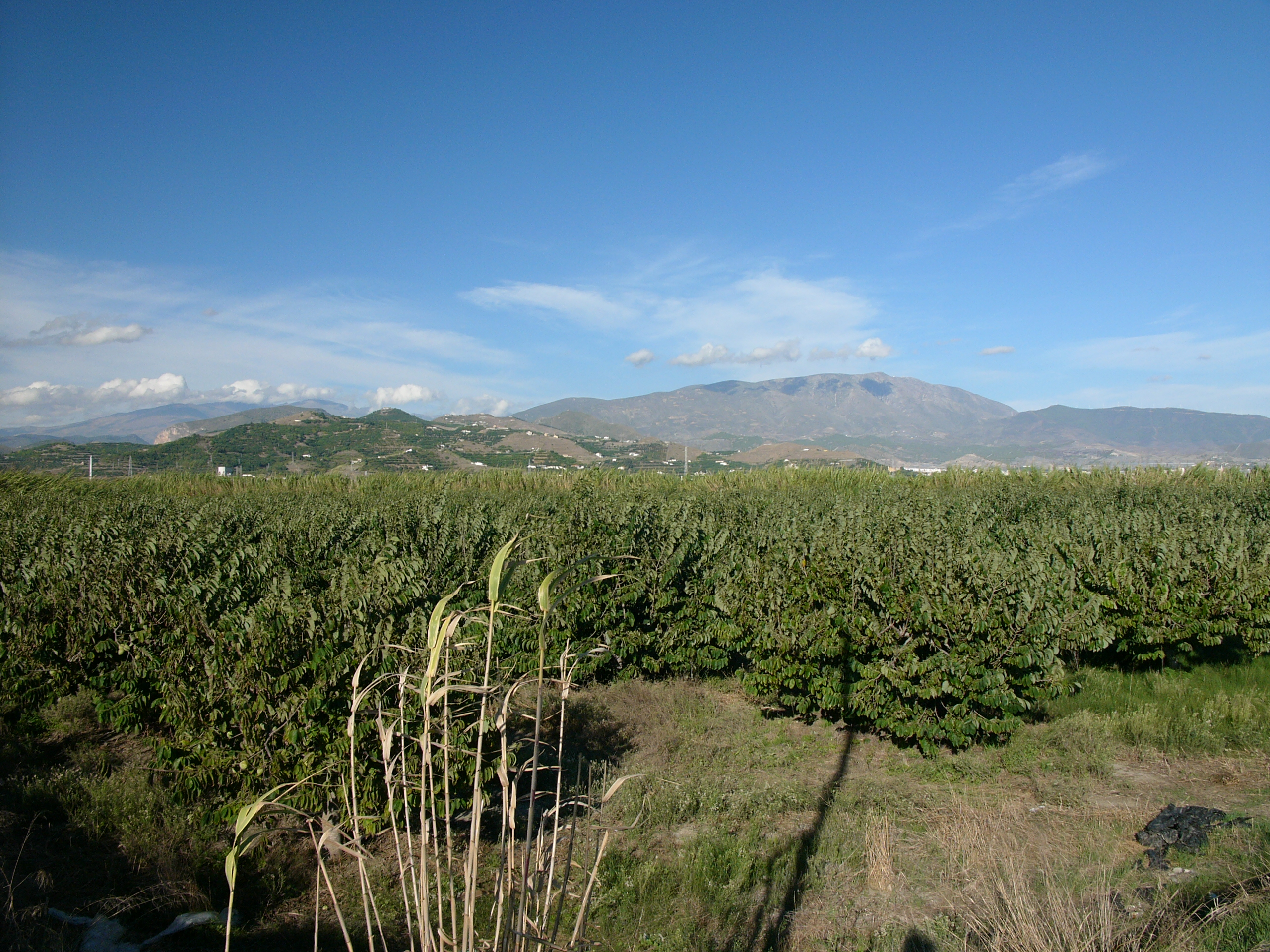
گیاه چریمویا در جنوب اندلس، اسپانیا
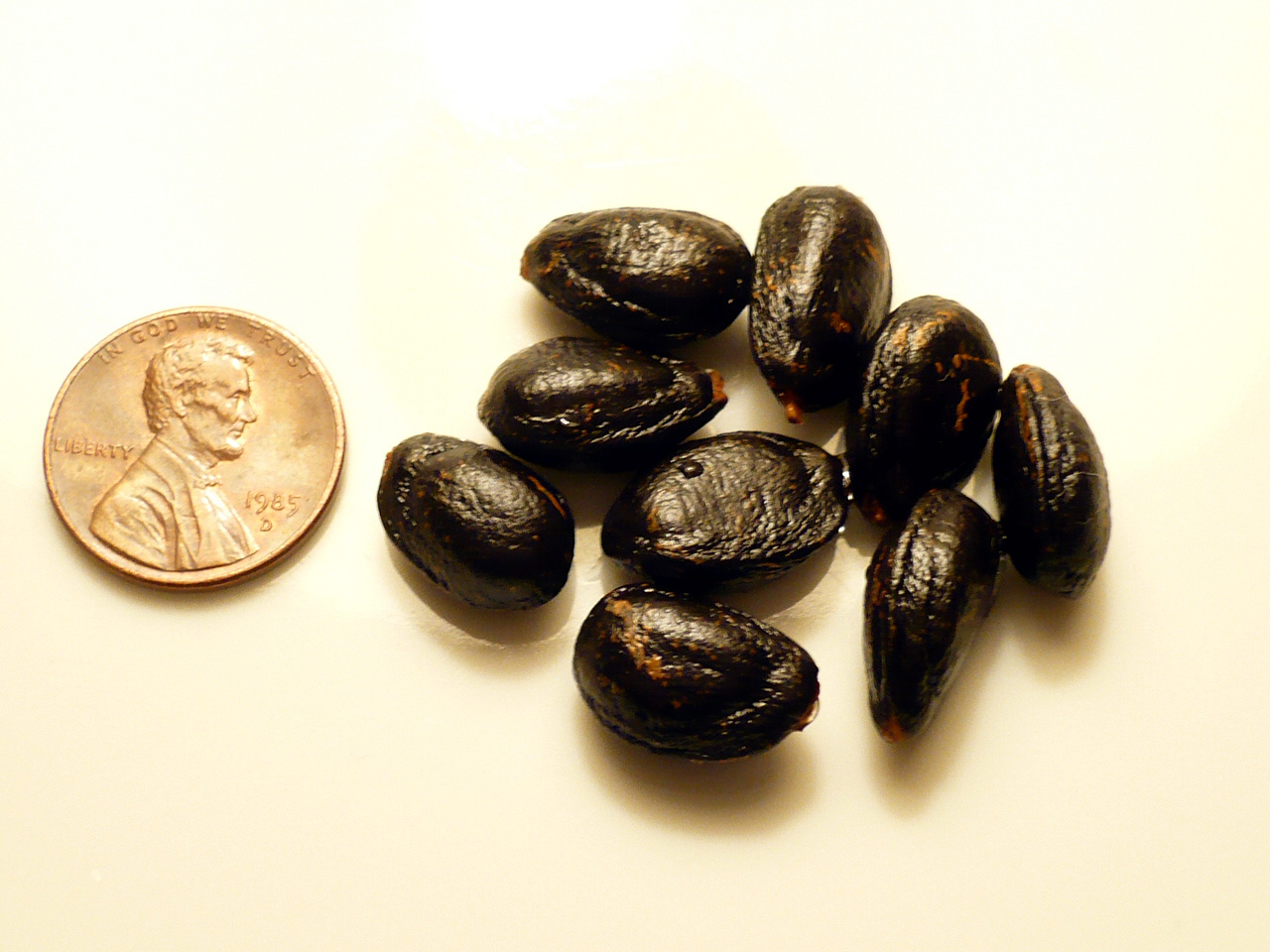
دانه‌های چریمویا
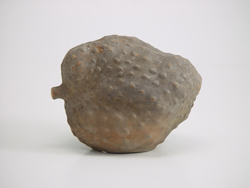
موچه سرامیک چریمویا،  ۲۰۰ پیش از میلاد،  موزه لارکو در لیما
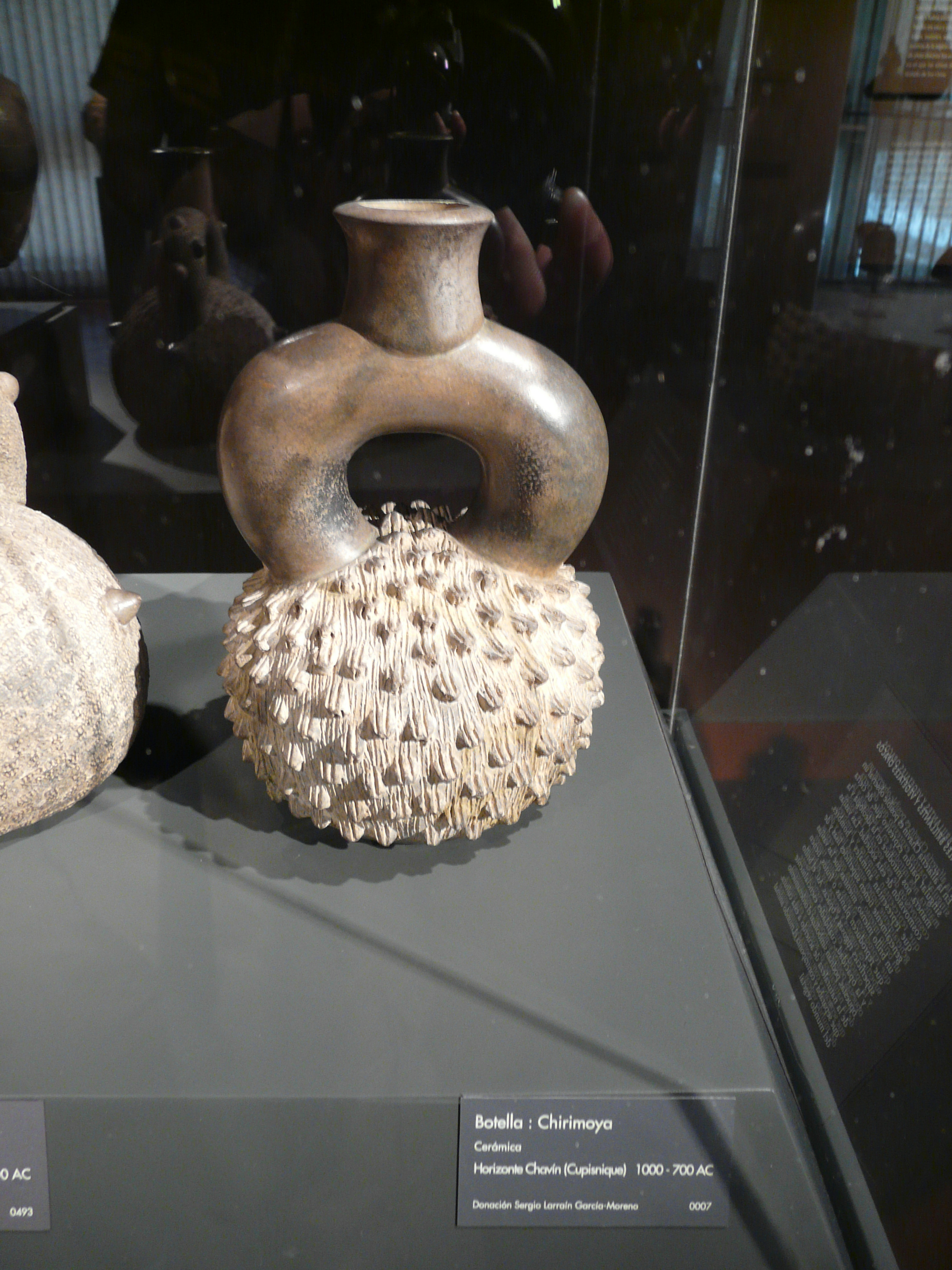
Cherimoya-shaped bottle made by the Cupisnique culture around 1000 to 700 BC in the Peru's Coast